# Buzet-sur-Baïse
Buzet-sur-Baïse é uma comuna francesa na região administrativa da Nova Aquitânia, no departamento Lot-et-Garonne. Estende-se por uma área de 21,14 km². Em 2010 a comuna tinha 1 291 habitantes (densidade: 61,1 hab./km²).